# Mérindol
Pour l’article homonyme, voir Merindol.
Mérindol est une commune française située dans le département de Vaucluse, en région Provence-Alpes-Côte d'Azur.
Le village, localisé au sud du massif du Luberon, domine légèrement la plaine de la Durance, limite entre Vaucluse et Bouches-du-Rhône. Cette plaine a permis à la commune de développer une agriculture, agriculture aujourd'hui relativement importante pour son économie. Son histoire, comme celle de plusieurs autres villages du Luberon, fut marquée par les guerres de religion.
Ses habitants sont appelés les Mérindolins ou Mérindolais.

## Géographie

### Communes limitrophes
| Oppède       | Ménerbes  | Ménerbes, Lacoste |
| Cheval-Blanc | Mérindol  | Puget             |
| Sénas        | Mallemort | Charleval         |

### Accès
La route départementale 973 pour le voyageur qui viendra d'Avignon ou de Cavaillon et qui se rendra vers les Alpes, traverse la commune sur un axe ouest-est.
L'accès à l'autoroute A7 à Sénas est distant de 12 km et permet de se rendre à Marseille au sud ou Lyon et Paris au nord.
La gare SNCF à Avignon TGV est distante de 50 km.
L'aéroport d'Avignon est à 29 km et l'Aéroport de Marseille à 36 km.

### Relief et géologie
La commune de Mérindol est à cheval entre la plaine alluviale de la Durance au sud de la commune et le relief du Petit Luberon au nord. L'altitude de la commune passe de 100 m à 620 m d'altitude au nord de Mérindol, sur le relief calcaire du Luberon.

### Les risques naturels et technologiques
En France, les communes doivent informer les habitants des risques naturels et technologiques auxquels ils sont exposés. Pour cela il existe un document officiel, le Document d'information communal sur les risques majeurs (D.I.C.R.I.M) car toutes les communes ne sont pas épargnées par les risques majeurs. La commune de Mérindol a réalisé ce document en janvier 2013. Ainsi, Mérindol est exposée à sept risques majeurs dont :
- 5 risques naturels : inondation, séisme, incendie de forêt, mouvement de terrain, aléas météorologiques[4] ;
- 2 risques technologiques : transport de matières dangereuses, rupture de barrage[5].

### Hydrographie
La commune est limitée au sud par la Durance. Celle-ci a joué un rôle important dans le développement de la commune, notamment pour ce qui touche l'irrigation des cultures.

### Sismicité
Les cantons de Bonnieux, Apt, Cadenet, Cavaillon, et Pertuis sont classés en zone Ib (risque faible). Tous les autres cantons du département de Vaucluse sont classés en zone Ia (risque très faible). Ce zonage correspond à une sismicité ne se traduisant qu'exceptionnellement par la destruction de bâtiments.

### Catastrophes naturelles passées sur la commune[7]
- Du 1er janvier 2005 au 31 mars 2005 : mouvements de terrain différentiels consécutifs à la sécheresse et à la réhydratation des sols.
- Du 1er décembre 2003 au 2 décembre 2003 : inondations et coulées de boue.
- Du 1er janvier 1998 au 30 juin 1998 : mouvements de terrain différentiels consécutifs à la sécheresse et à la réhydratation des sols.
- Du 4 novembre 1994 au 6 novembre 1994 : inondations et coulées de boue.
- Du 6 janvier 1994 au 12 janvier 1994 : inondations et coulées de boue.
- Du 1er janvier 1992 au 30 juin 1993 : mouvements de terrain différentiels consécutifs à la sécheresse et à la réhydratation des sols.
- Du 21 septembre 1992 au 23 septembre 1992 : inondations et coulées de boue.
- Du 1er janvier 1991 au 30 juin 1991 : mouvements de terrain différentiels consécutifs à la sécheresse et à la réhydratation des sols.
- Du 26 août 1986 au 26 août 1986 : inondations et coulées de boue.
- Du 23 août 1984 au 23 août 1984 : inondations, coulées de boue et glissements de terrain.
- Du 6 novembre 1982 au 10 novembre 1982 : tempête.

### Climat
Pour des articles plus généraux, voir Climat de Provence-Alpes-Côte d'Azur et Climat de Vaucluse.
En 2010, le climat de la commune est de type climat méditerranéen franc, selon une étude du Centre national de la recherche scientifique s'appuyant sur une série de données couvrant la période 1971-2000. En 2020, Météo-France publie une typologie des climats de la France métropolitaine dans laquelle la commune est exposée à un climat méditerranéen et est dans la région climatique  Provence, Languedoc-Roussillon, caractérisée par une pluviométrie faible en été, un très bon ensoleillement (2 600 h/an), un été chaud (21,5 °C), un air très sec en été, sec en toutes saisons, des vents forts (fréquence de 40 à 50 % de vents > 5 m/s) et peu de brouillards. 
Pour la période 1971-2000, la température annuelle moyenne est de 13,9 °C, avec une amplitude thermique annuelle de 17,3 °C. Le cumul annuel moyen de précipitations est de 688 mm, avec 5,9 jours de précipitations en janvier et 2,3 jours en juillet. Pour la période 1991-2020, la température moyenne annuelle observée sur la station météorologique de Météo-France la plus proche, « Cadenet », sur la commune de Cadenet à 14 km à vol d'oiseau, est de 14,4 °C et le cumul annuel moyen de précipitations est de 703,0 mm. 
La température maximale relevée sur cette station est de 44,3 °C, atteinte le 28 juin 2019 ; la température minimale est de −12,7 °C, atteinte le 12 février 2012,,. 
Les paramètres climatiques de la commune ont été estimés pour le milieu du siècle (2041-2070) selon différents scénarios d'émission de gaz à effet de serre à partir des nouvelles projections climatiques de référence DRIAS-2020. Ils sont consultables sur un site dédié publié par Météo-France en novembre 2022.

## Urbanisme

### Typologie
Au 1er janvier 2024, Mérindol est catégorisée bourg rural, selon la nouvelle grille communale de densité à sept niveaux définie par l'Insee en 2022.
Elle appartient à l'unité urbaine de Mérindol, une unité urbaine monocommunale constituant une ville isolée,. La commune est en outre hors attraction des villes,.

### Occupation des sols
L'occupation des sols de la commune, telle qu'elle ressort de la base de données européenne d’occupation biophysique des sols Corine Land Cover (CLC), est marquée par l'importance des forêts et milieux semi-naturels (67,1 % en 2018), en augmentation par rapport à 1990 (63,2 %). La répartition détaillée en 2018 est la suivante : 
espaces ouverts, sans ou avec peu de végétation (27,3 %), zones agricoles hétérogènes (26,3 %), forêts (23,2 %), milieux à végétation arbustive et/ou herbacée (16,6 %), zones urbanisées (2,4 %), terres arables (1,7 %), eaux continentales (1,3 %), prairies (1,1 %). L'évolution de l’occupation des sols de la commune et de ses infrastructures peut être observée sur les différentes représentations cartographiques du territoire : la carte de Cassini (XVIIIe siècle), la carte d'état-major (1820-1866) et les cartes ou photos aériennes de l'IGN pour la période actuelle (1950 à aujourd'hui).

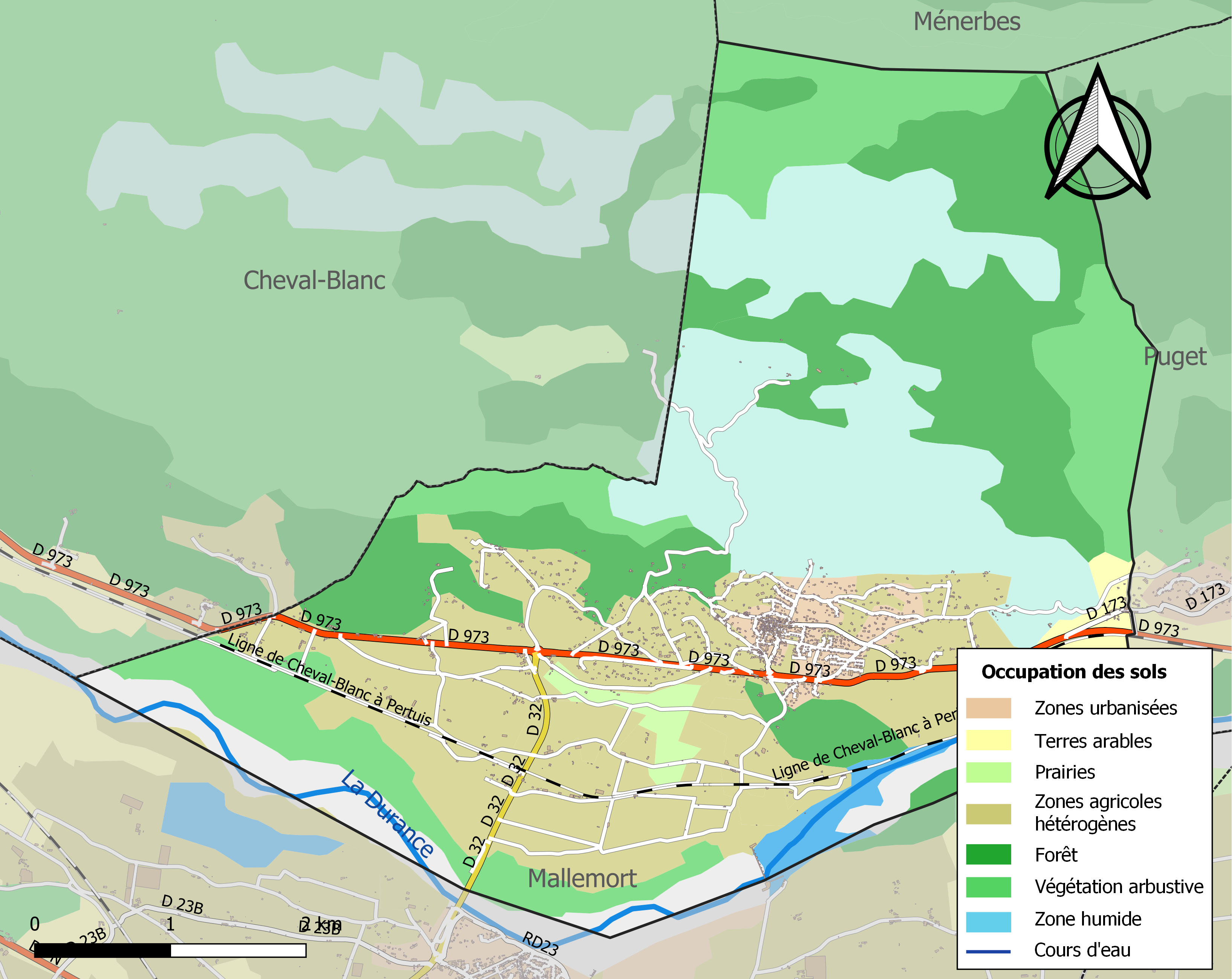
Carte des infrastructures et de l'occupation des sols de la commune en 2018 (CLC).

## Toponymie
La graphie de Merindolo est attestée en 1221.
Il y a une commune du même nom dans le sud de la Drôme, Mérindol-les-Oliviers.

## Histoire

### Préhistoire
Une première présence humaine est attestée par de l'outillage et des vestiges datés de l'âge du bronze et de l'âge du fer.

### Antiquité
La colonisation romaine fut importante. Un vicus a été découvert et fouillé au hameau des Borrys, près de Puget-sur-Durance. Outre ses ruines d'habitations ont été mis au jour des mosaïques, un autel dédié aux Nymphes Éternelles et des tombes à incinération.
Mais le vestige majeur reste la présence d'un important établissement thermal (35 mètres de long), précédé d'un péristyle (12 mètres de large) qui contenait sept baignoires individuelles, des salles de cultures physiques et un système d'air chaud alimenté par un foyer.

### Moyen Âge
Le premier seigneur connu est Guy, vicomte de Cavaillon. Ce fut lui qui, en 1225, accorda aux moines de l'abbaye de Silvacane le droit de pâture sur son fief. Un bac permettant de traverser la Durance est attesté en 1240. Puis, en 1248, Mérindol devint possession directe du comte de Provence. En 1257, celui-ci transigea avec les évêques de Marseille et de Cavaillon. Le premier obtint ce village et ses dépens en fief, le second en garda le spirituel. À la fin du XIIIe siècle, Guillaume de Podio était seigneur de Mérindol ; en 1300, il vendit cette terre à Bertrand de Baux, prince d'Orange.
En 1393, Mérindol est assiégée et prise par les troupes pontificales, puis entièrement détruite, bien que cette destruction soit parfois mise au crédit de Gantonnet d'Abzac, vicaire général en Provence de Raymond de Turenne. Il va rester déshabité pendant plus d'un siècle.

### Renaissance

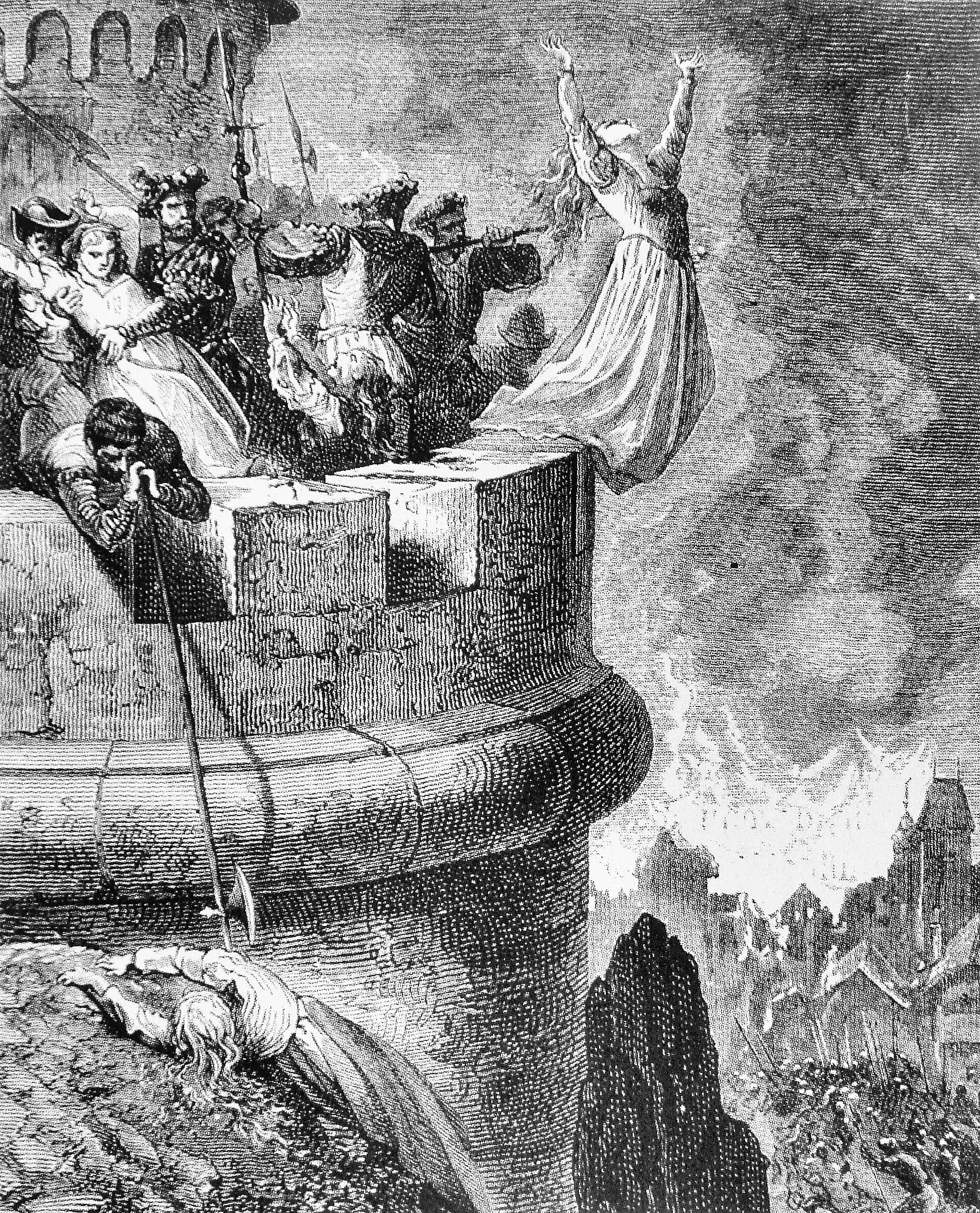
Le massacre de Mérindol en 1545.

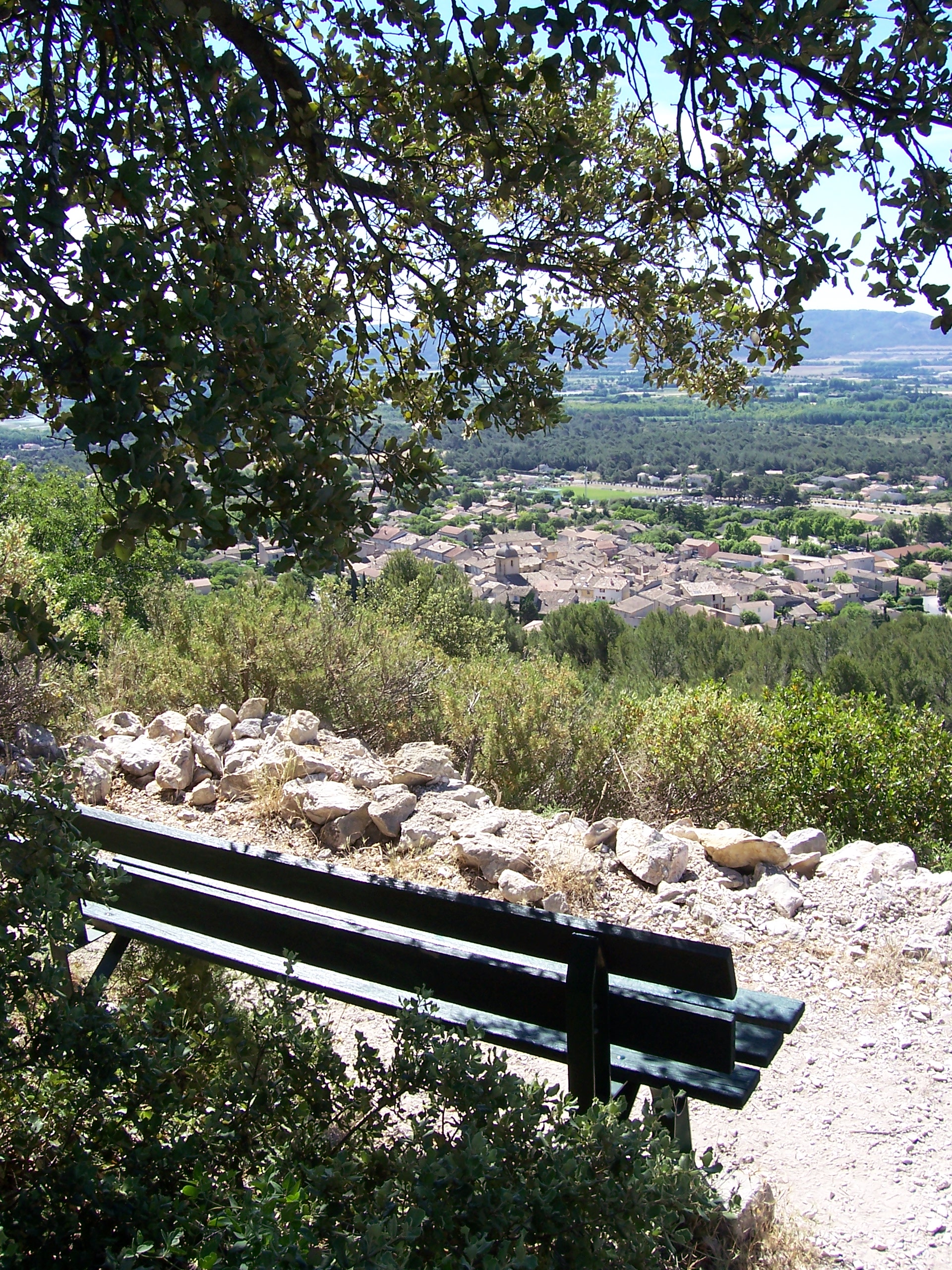
Sur le chemin du souvenir, un banc permet de voir l'ensemble du village.

Cet abandon, au cours du XVe siècle, entraîna la disparition du bac au profit de celui de Sénas. Le village fut repeuplé, grâce à un acte d'habitation passé en 1504, par Ogier d'Anglure, évêque de Marseille, avec des vaudois, dissidents de l’Église catholique. Mérindol est l'un des quarante villages, de part et d'autre du Luberon dans lesquelles s'installent au moins 1400 familles de vaudois des Alpes, soit environ 6 000 personnes, venues des diocèses alpins de Turin et d'Embrun entre 1460 et 1560, selon l'historien Gabriel Audisio. Les deux tiers de ces futurs vaudois du Luberon sont arrivés entre 1490 et 1520.
En 1530, le dominicain Jean de Roma dirige une campagne de lutte contre les hérétiques : les pillages et meurtres se succèdent, jusqu’à l’intervention du roi, alerté par la tournure des événements (l’Inquisiteur s’enrichissant des pillages).
En 1540 à nouveau, un juge d’Apt fait arrêter et brûler le meunier Colin Pellenc protestant de Mérindol (et confisque à son profit son moulin, importante richesse à l’époque). Les vaudois de Mérindol se révoltent, et volent les troupeaux de moutons de la région. Cela entraîne des condamnations, et notamment l’édit de Mérindol (18 novembre 1540), qui condamne 19 habitants au bûcher, et le village à être rasé. Après plusieurs ambassades du village, grâces et délais accordés par le roi pour qu’ils abjurent leur hérésie, la grâce est refusée le 1er janvier 1545. Le village est entièrement brûlé le 18 avril 1545, et les habitants qui sont capturés, vaudois convertis au calvinisme, massacrés.
C’est à Mérindol encore que, le 12 février 1560, au tout début des guerres de religion, Paulon de Mauvans rallie les soixante églises protestantes de Provence à la conjuration d'Amboise : deux mille hommes sont promis au parti huguenot. Mérindol est l’une des deux places de sûreté, avec Forcalquier, accordées par l’édit de Saint-Germain aux protestants de Provence.

### Période moderne
Le 12 août 1793 fut créé le département de Vaucluse, constitué des districts d'Avignon et de Carpentras, mais aussi de ceux d'Apt et d'Orange, qui appartenaient aux Bouches-du-Rhône, ainsi que du canton de Sault, qui appartenait aux Basses-Alpes.

### Période contemporaine

#### La Résistance, la libération
Le 14 juin 1944, quatre gendarmes, sur les six qui avaient rejoint le maquis, sont fusillés par l'occupant allemand. Une stèle de trois mètres de haut a été dressée sur le lieu de leur exécution dans le bois de pins qui limite le chemin du Bac. Cette colonne SS légère qui remontait en camion vers Pertuis a aussi fait deux morts au hasard du trajet à La Roquette et à l'entrée de Lauris.
Lors de la libération, les allemands ont laissé du matériel sur place faute d'essence, mais ont fait main basse sur des vivres et des vélos.
Des représailles et des règlements de compte ont été menées aussi conduisant, par exemple, aux meurtres de la maison forestière de la Font de l'Orme où la mère et la fille de 16 ans ont été tuées, le père grièvement blessé pour des soupçons non étayés.

#### Le chemin du souvenir

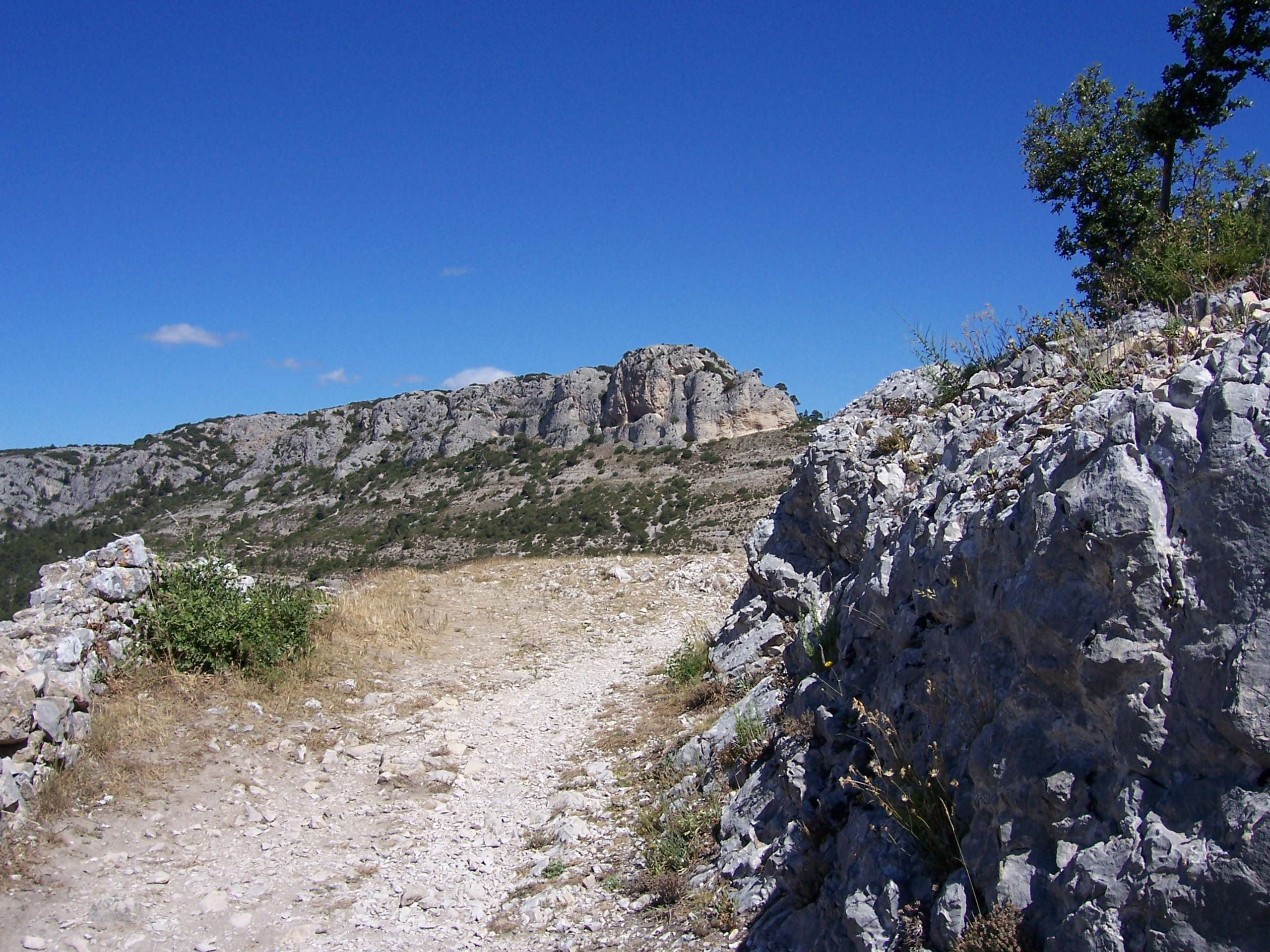
Sur le chemin du souvenir (été 2005).

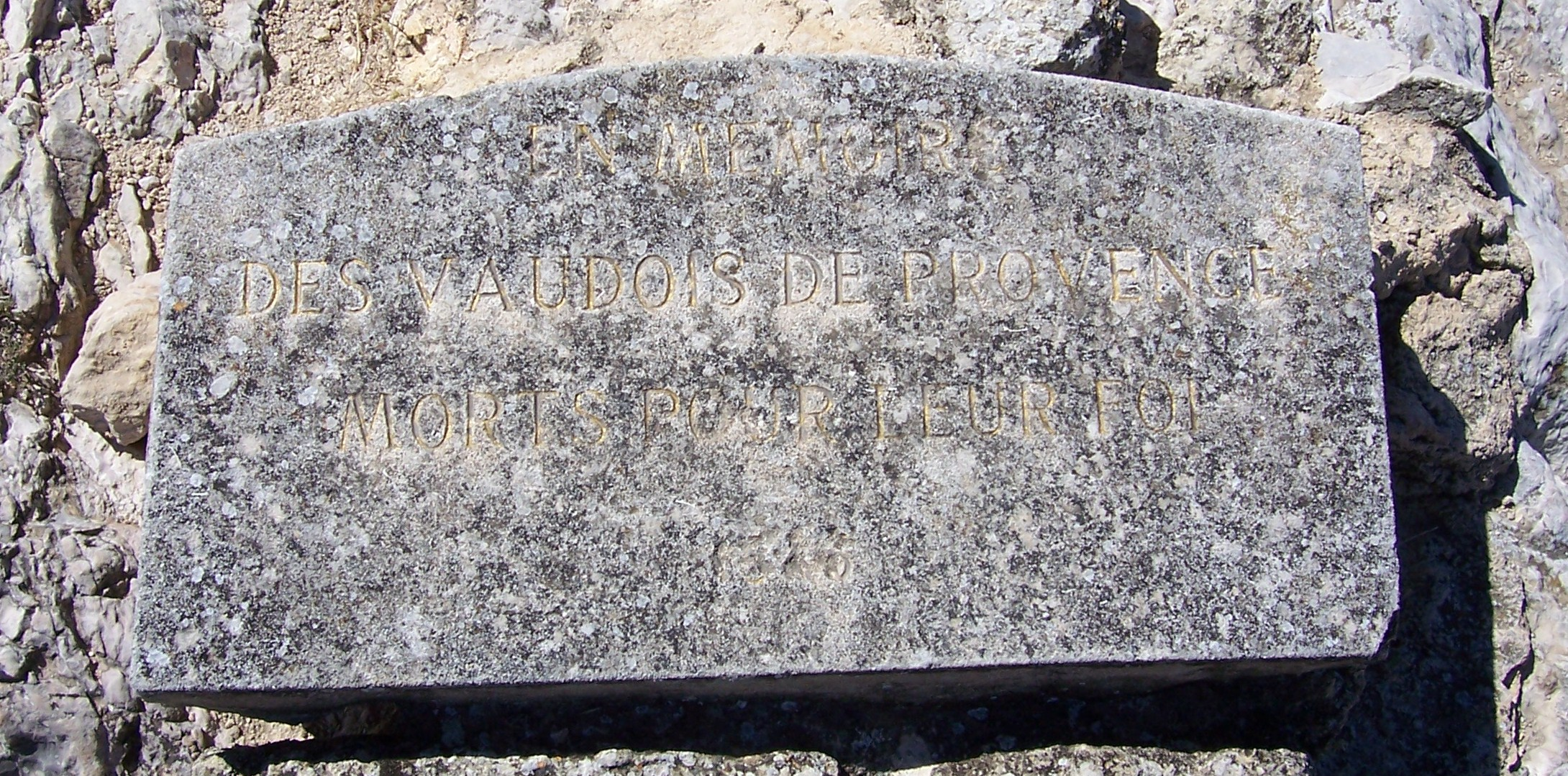
En mémoire des Vaudois de Provence morts pour leur foi (l'inscription est un peu effacée).

En 1977, trois associations (les associations vaudoises d'Allemagne, de France et d'Italie) décident de créer un chemin du souvenir qui voit le jour en 1977. Une pancarte signale que l'inauguration du chemin s'est faite avec des représentants catholiques.
Ce chemin est devenu aride à partir de l'incendie du mois d'août 1980. En haut du chemin demeurent quelques vestiges du temple protestant.

## Politique et administration

### Liste des maires

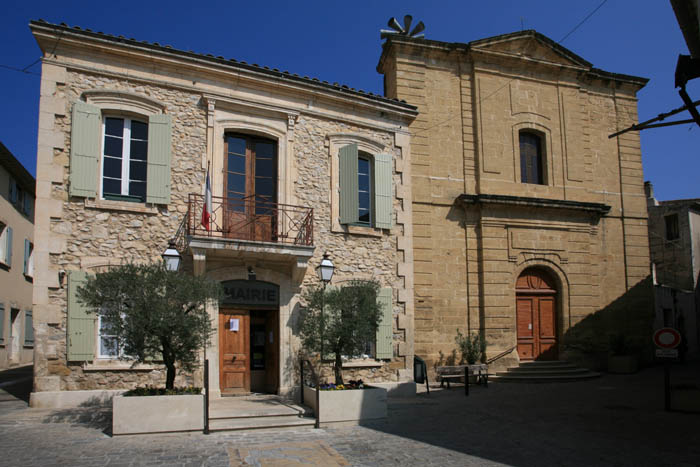
La mairie de Mérindol.

| Période        | Période        | Identité                 | Étiquette | Qualité                                                                                   |
| -------------- | -------------- | ------------------------ | --------- | ----------------------------------------------------------------------------------------- |
| mars 1965      | mars 1977      | Maurice Blampignon       |           |                                                                                           |
| mars 1977      | mars 1983      | Marcel Paviot            |           |                                                                                           |
| mars 1983      | 1984           | Claude Meynard           |           |                                                                                           |
| 1984           | juin 1995      | François Bonnet-Dupeyron |           |                                                                                           |
| juin 1995      | mars 2001      | René Dumas               | DVD       |                                                                                           |
| mars 2001      | mars 2008      | Mireille Sueur           | PCF       | Retraitée de la fonction publique                                                         |
| mars 2008      | mars 2014      | Philippe Batoux          | PS        | Retraité de l'enseignement Vice-président de la CC Provence Luberon Durance (? → 2014)    |
| mars 2014      | 3 juillet 2020 | Jacqueline Combe         | UMP-LR    | Infirmière libérale Vice-présidente de la CA Luberon Monts de Vaucluse (2017 → 2020)      |
| 3 juillet 2020 | En cours       | Philippe Batoux          | PS        | Retraité de l'enseignement 4e vice-président de la CA Luberon Monts de Vaucluse (2020 → ) |

### Écologie et recyclage
Depuis maintenant (deux ans) Mérindol dispose d'un système de recyclage des déchets de type (couleur jaune) comme le carton, l'aluminium, le papier, le plastique... En distribuant des sacs spéciaux pour récolter ces déchets. Il y a aussi de nombreux conteneurs spécialisés dans le recyclage du verre.
La commune possède une déchèterie située à côté de la caserne des pompiers sur la route départementale 973.

### Fiscalité locale
| Taxe                                                | Part communale | Part intercommunale | Part départementale | Part régionale |
| --------------------------------------------------- | -------------- | ------------------- | ------------------- | -------------- |
| Taxe d'habitation (TH)                              | 10,82 %        | 0,00 %              | 7,55 %              | 0,00 %         |
| Taxe foncière sur les propriétés bâties (TFPB)      | 14,20 %        | 0,00 %              | 10,20 %             | 2,36 %         |
| Taxe foncière sur les propriétés non bâties (TFPNB) | 41,64 %        | 0,00 %              | 28,96 %             | 8,85 %         |
| Taxe professionnelle (TP)                           | 00,00 %        | 20,97 %             | 13,00 %             | 3,84 %         |

La part régionale de la taxe d'habitation n'est pas applicable.

### Jumelages
Ötisheim (Allemagne), commune de 4 915 habitants dans l'arrondissement d'Enz dans le Bade-Wurtemberg.

## Population et société

### Démographie
L'évolution du nombre d'habitants est connue à travers les recensements de la population effectués dans la commune depuis 1793. Pour les communes de moins de 10 000 habitants, une enquête de recensement portant sur toute la population est réalisée tous les cinq ans, les populations de référence des années intermédiaires étant quant à elles estimées par interpolation ou extrapolation. Pour la commune, le premier recensement exhaustif entrant dans le cadre du nouveau dispositif a été réalisé en 2005.

En 2022, la commune comptait 2 273 habitants, en évolution de +10,45 % par rapport à 2016 (Vaucluse : +1,73 %, France hors Mayotte : +2,11 %).
| 1793 | 1800 | 1806 | 1821 | 1831 | 1836 | 1841 | 1846 | 1851 |
| ---- | ---- | ---- | ---- | ---- | ---- | ---- | ---- | ---- |
| 650  | 621  | 712  | 776  | 825  | 762  | 788  | 814  | 823  |

| 1856 | 1861 | 1866 | 1872  | 1876 | 1881 | 1886 | 1891 | 1896 |
| ---- | ---- | ---- | ----- | ---- | ---- | ---- | ---- | ---- |
| 870  | 860  | 890  | 1 128 | 878  | 868  | 795  | 778  | 789  |

| 1901 | 1906 | 1911 | 1921 | 1926 | 1931 | 1936 | 1946 | 1954 |
| ---- | ---- | ---- | ---- | ---- | ---- | ---- | ---- | ---- |
| 759  | 788  | 812  | 693  | 707  | 702  | 671  | 687  | 672  |

| 1962 | 1968 | 1975  | 1982  | 1990  | 1999  | 2005  | 2006  | 2010  |
| ---- | ---- | ----- | ----- | ----- | ----- | ----- | ----- | ----- |
| 725  | 869  | 1 021 | 1 221 | 1 521 | 1 798 | 1 903 | 1 923 | 1 966 |

| 2015  | 2020  | 2022  | - | - | - | - | - | - |
| ----- | ----- | ----- | - | - | - | - | - | - |
| 2 023 | 2 232 | 2 273 | - | - | - | - | - | - |

### Enseignement
La commune possède un centre de loisirs, une crèche, une école maternelle et primaire publique, les élèves sont ensuite affectés au collège Clovis-Hugues à Cavaillon, puis vers le lycée Ismaël-Dauphin à Cavaillon.

### Sports
On trouve sur la commune un terrain de football, plusieurs terrains de tennis et un boulodrome en plein air.

### Santé
La commune dispose de deux médecins, d'une pharmacie, d'un kiné, d'un dentiste et d'une infirmière
Les deux hôpitaux les plus proches sont le centre hospitalier de Cavaillon (19 km) et celui de Salon-de-Provence (20 km)

### Cultes
- Église paroissiale Sainte-Anne, Monument historique classé[42]
- Le temple de l'église réformée, à la suite du rétablissement de la liberté de culte, est l’un des premiers, avec celui de Lourmarin, à avoir été reconstruit en 1808.

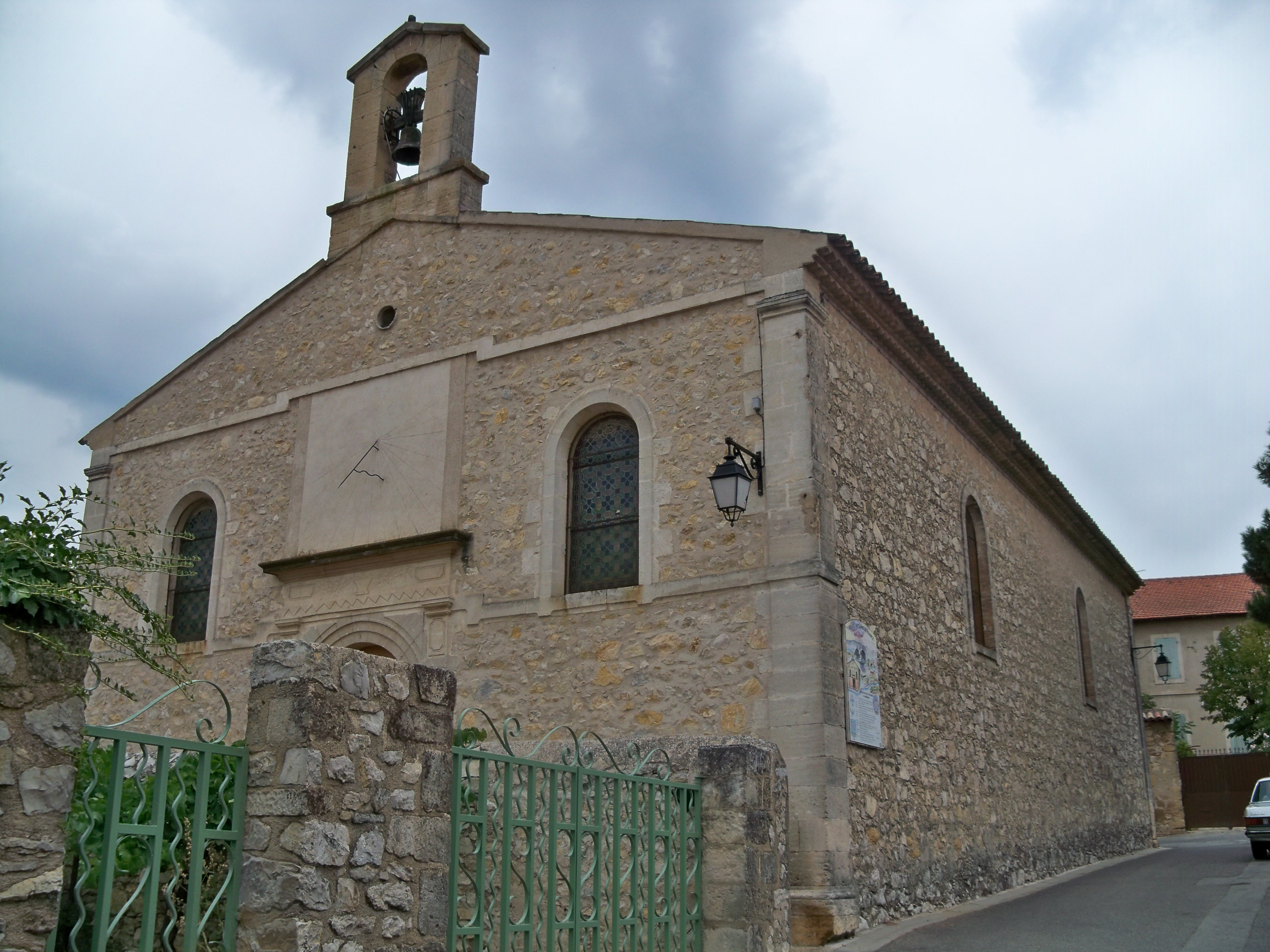
Temple de Mérindol.
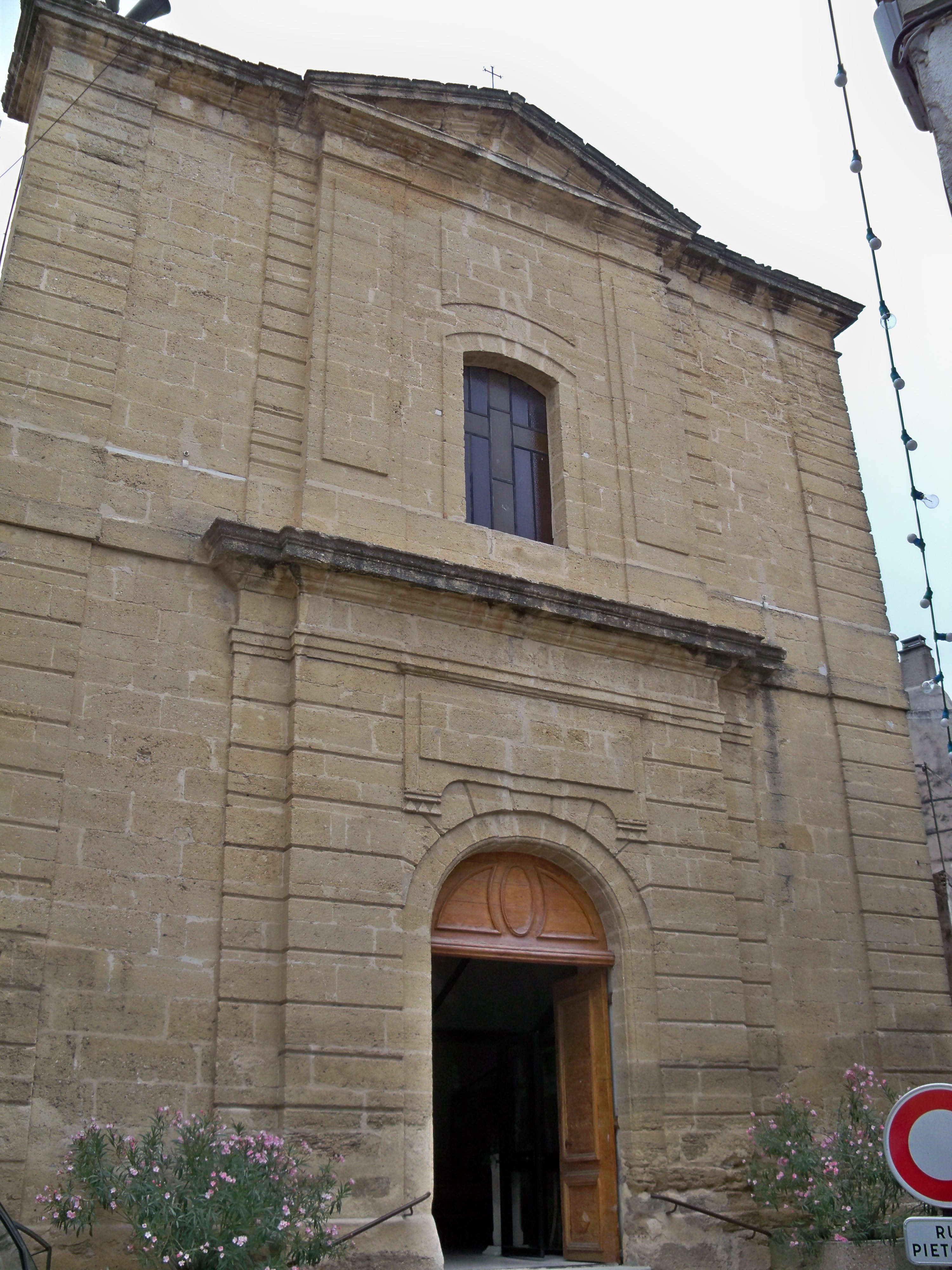
Façade de l'église Saint-Anne.
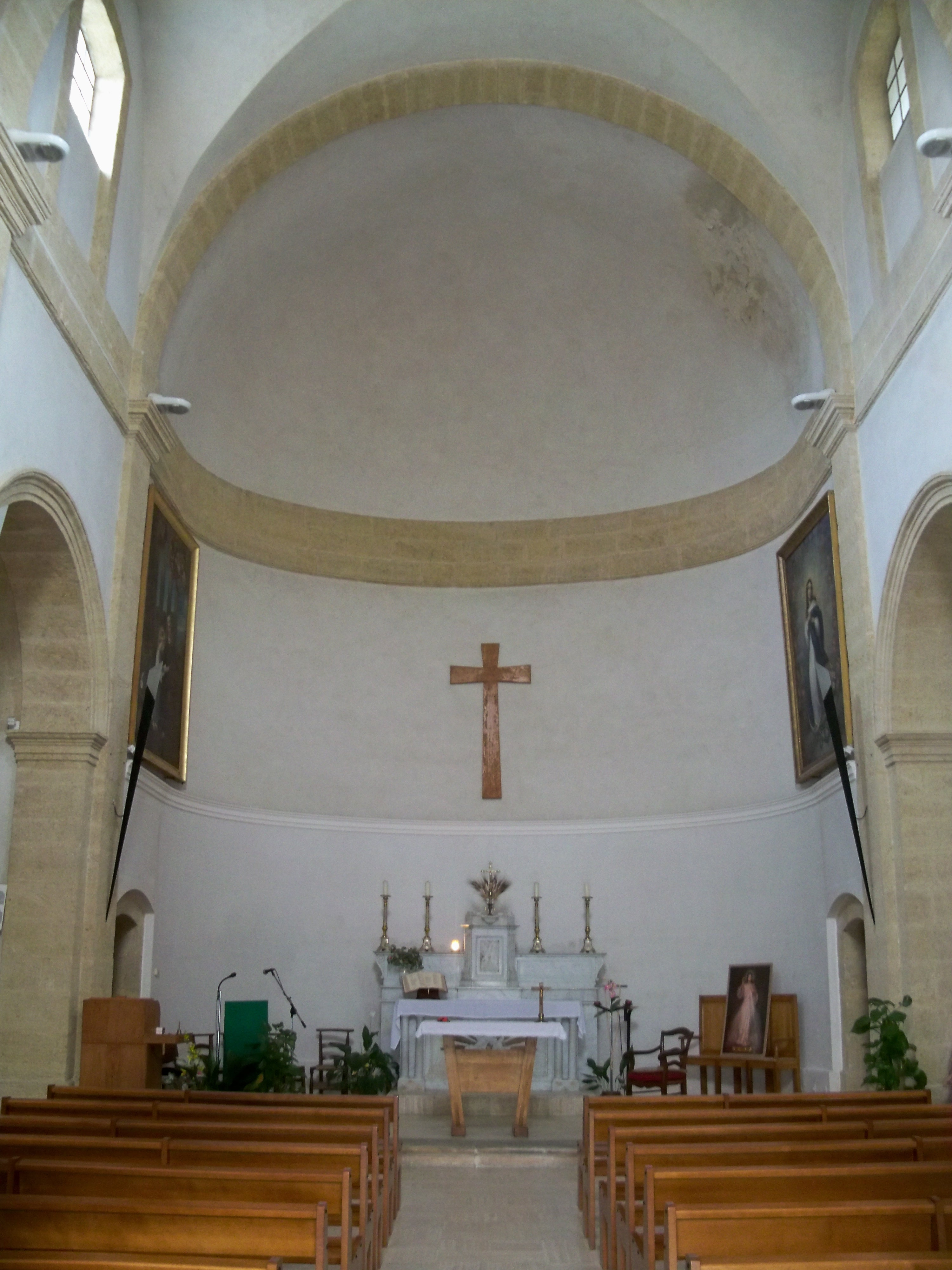
Nef de l'église Sainte-Anne.

## Économie

### Agriculture
La commune produit des vins AOC côtes-du-luberon. Les vins qui ne sont pas en appellation d'origine contrôlée peuvent revendiquer, après agrément, le label vin de pays d'Aigues

### Tourisme
Comme pour l'ensemble des communes du Luberon, le tourisme joue un rôle, directement ou indirectement, dans l'économie locale.
On peut considérer trois principales sortes de tourisme en Luberon. Tout d'abord, le tourisme historique et culturel, qui s'appuie sur le riche patrimoine des villages perchés ou sur des festivals. Ensuite, le tourisme détente qui se traduit par un important développement des chambres d'hôtes, de l'hôtellerie et de la location saisonnière, par une concentration importante de piscines et par des animations comme des marchés provençaux. Enfin, le tourisme vert, qui profite des nombreux chemins de randonnées et du cadre protégé qu'offrent le Luberon et ses environs.

## Culture locale et patrimoine

### Lieux et monuments
Monuments classés :

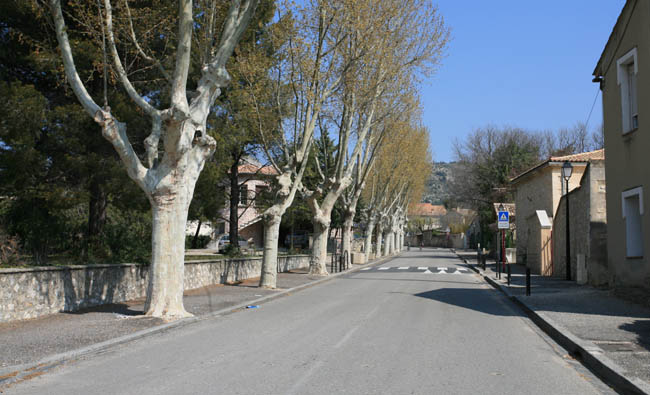
Allée de platanes, accès principal au vieux village.

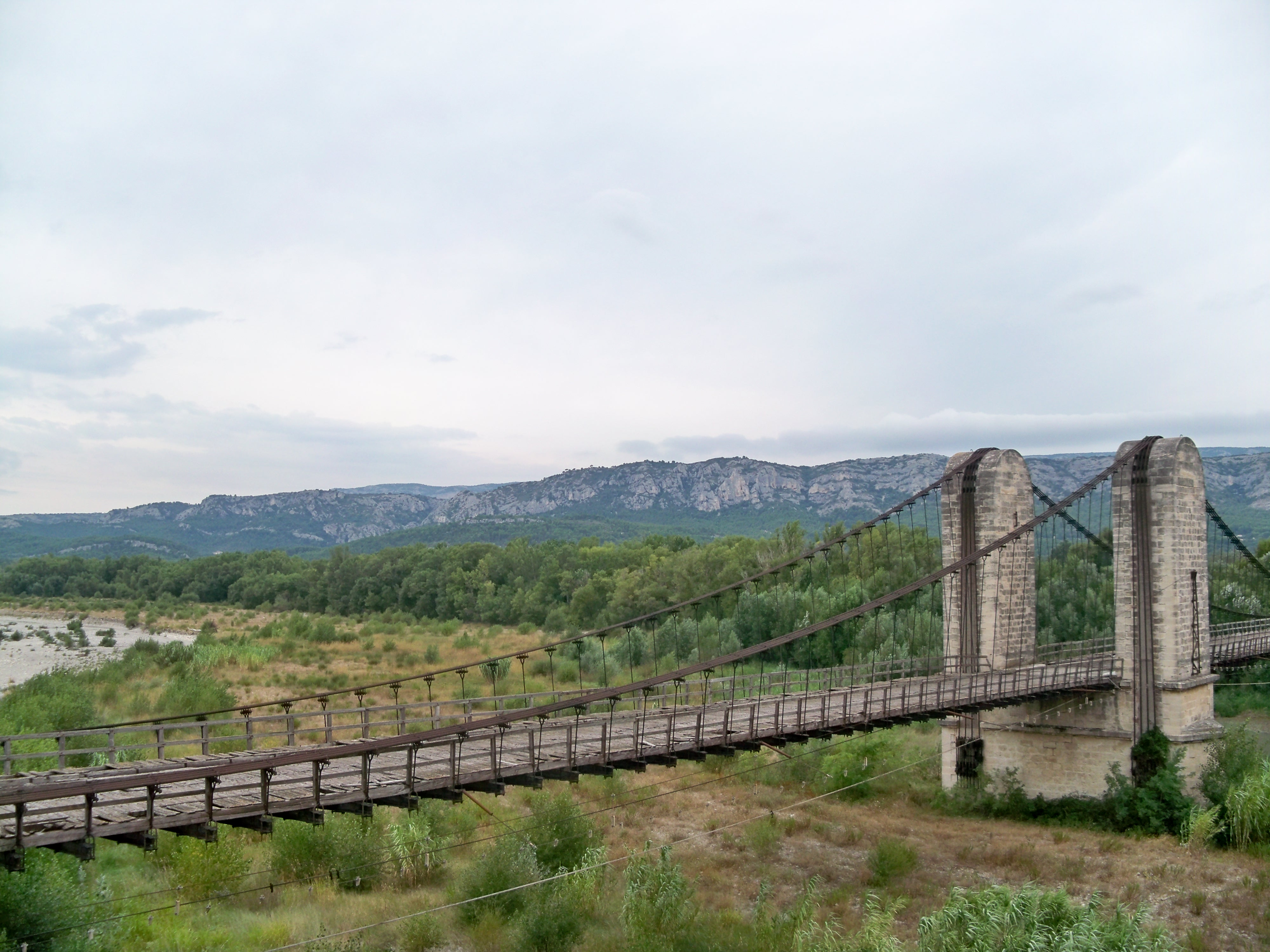
Pont suspendu sur la Durance.

- Église paroissiale Sainte-Anne (milieu XVIIIe siècle) (cadastre AH 146) : inscription par arrêté du 6 décembre 1984.
- Pont suspendu franchissant la Durance (ancien) et maison du gardien (également sur commune de Mallemort, dans les Bouches-du-Rhône) (cadastre A 60) : inscription par arrêté du 2 juin 1986[45].
- Vieux château, site archéologique (XIIIe et XIVe siècle), vestiges découverts et à découvrir composant le castrum du Vieux Mérindol (cadastre A 47, AE 45, 46) : inscription par arrêté du 13 janvier 1997.

Autres monuments :
- Beffroi avec horloge publique (seconde moitié du XVIIe siècle).
- Église de Mérindol.

### Festivités / Manifestations
Chaque année depuis 1999, le village de Mérindol accueille le Salon des éco-énergies. Ce salon, qui est la plus grande manifestation de Mérindol, s'installe sur le village fin septembre pour la durée d'un weekend.

### Personnalités liées à la commune
- André Meynard (1508-10 septembre 1599), né et mort à Mérindol. Un des plus grands capitaines vaudois puis protestants de la Provence. Il s'illustra lors des combats de Cabrières-d'Avignon, de Lacoste, de Murs, de Joucas, de Pertuis ainsi qu'au siège de Ménerbes[26].
- Henri Célérier (1910-1944), gendarme et résistant français, est mort fusillé à Mérindol.
- Roger Giraud (1909-1944), résistant français, héros de la bataille de Meximieux durant laquelle il est tué, est né dans la commune.

### Mérindol au cinéma
1941 : Après l'orage de Pierre-Jean Ducis avec René Dary, Jules Berry.
1956 : L'Eau vive de François Villiers avec Charles Blavette, Pascale Audret, Andrée Debar, Henri Arius, Milly Mathis. Film tourné également à Cavaillon.

### Héraldique
| Blason de Mérindol | Les armes peuvent se blasonner ainsi : D'azur, à une hirondelle volante en bande d'argent ; et une mer du même, à la pointe de l'écu |